# Andrid
Andrid é uma comuna romena localizada no distrito de Satu Mare, na região histórica da Transilvânia. A comuna possui uma área de 62.35 km² e sua população era de 2512 habitantes segundo o censo de 2007.